# Most nezavisnih lista
Most nezavisnih lista, abgekürzt: MOST, deutsch: Brücke unabhängiger Listen, ist eine liberal-konservative Partei in Kroatien, die 2012 gegründet wurde. Gründer und Vorsitzender ist Božo Petrov. Die Partei bildete von Januar bis Oktober 2016 eine Regierungskoalition mit der HDZ. Seither ist sie in der Opposition. Die Parteifarben sind zwar orange und blau, in der medialen Darstellung (z. B. bei Wahlkreisdiagrammen) überwiegt jedoch orange in Abgrenzung zur blau dargestellten konservativen Hrvatska demokratska zajednica.

## Geschichte

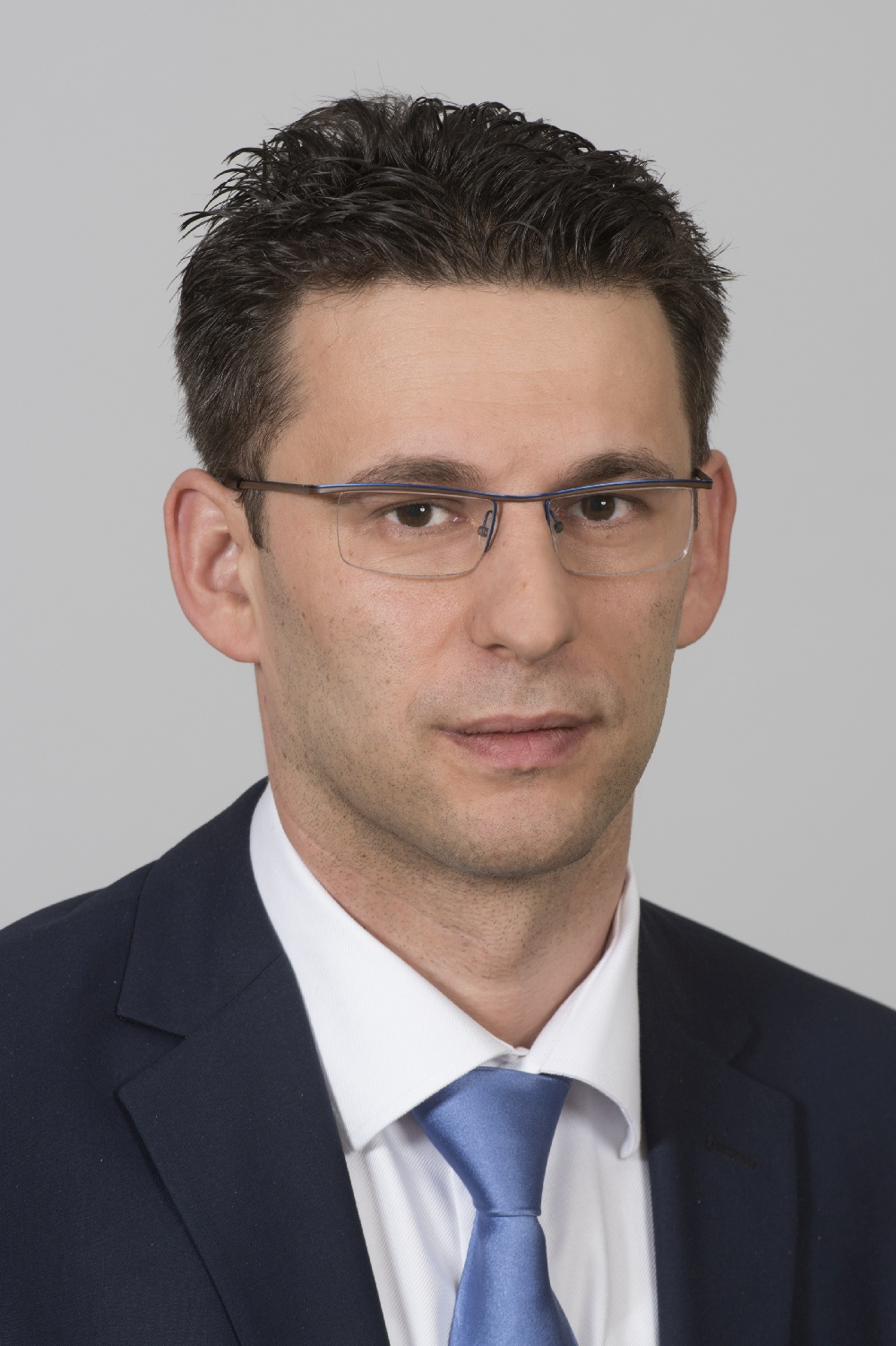
Parteivorsitzender Božo Petrov

MOST wurde am 17. November 2012 in Metković als regionale politische Plattform gegründet. 2013 kandidierte die Liste dort bei den Lokalwahlen und gewann mit 46,25 Prozent der Stimmen 9 von 17 Plätzen im Stadtrat. Božo Petrov kam bei den Bürgermeisterwahlen in die Stichwahl gegen den seit 1997 amtierenden Bürgermeister Stipo Gabrić Jambo und gewann diese mit 67,94 Prozent. Bei den Regionalwahlen erreichte MOST 9,97 Prozent und kam damit in das Parlament der Gespanschaft Dubrovnik-Neretva.
Zur Parlamentswahl in Kroatien 2015 trat die Partei national an. Sie erreichte als neue „dritte Kraft“ 19 Sitze, was von keiner vorherigen Prognose her zu erwarten war. Damit wurde sie als Koalitionspartner bzw. Mehrheitsbeschaffer für alle anderen unverzichtbar. Die Sondierungsgespräche mit den beiden großen Wahlbündnissen „Patriotische Koalition“ (Domoljubna koalicija, DK) unter Führung der konservativen Hrvatska demokratska zajednica (HDZ) und der Koalition „Hrvatska raste“ (deutsch: „Kroatien wächst“) unter Führung der Socijaldemokratska partija Hrvatske (SDP) führten zu einer Zerreißprobe innerhalb der Partei. Schließlich kam es im Januar 2016 zu einer Koalition mit der HDZ und dem Eintritt in die Regierung unter Tihomir Orešković. In dieser fungierte der Parteivorsitzende Božo Petrov als stellvertretender Ministerpräsident; zudem stellte Most den Wirtschafts- und den Umweltminister.
Bei der vorgezogenen Parlamentswahl im September 2016 fiel Most auf 9,9 % der Stimmen und 13 Sitze im Sabor zurück. Anschließend wurde Božo Petrov zum Präsidenten des kroatischen Parlaments gewählt, das Amt übte er bis Mai 2017 aus. Die Partei ist seitdem jedoch in der Opposition. Bei der Europawahl 2019 scheiterte Most mit 4,7 % an der Einzugshürde.

## Programm
Die Partei positioniert sich in der rechten Mitte des politischen Spektrums. Sie ist wirtschaftsliberal und fiskalpolitisch konservativ, steht für niedrige Steuern, reduzierte Staatsausgaben und geringstmögliche Staatsverschuldung. In gesellschaftlichen Fragen verbindet sie konservative und liberale Positionen, tritt für Bürgerrechte, Demokratie, Säkularismus und Meinungsfreiheit ein. Ihre Haltung zur EU ist gemäßigt euroskeptisch. Sie befürwortet Bemühungen, den Klimawandel zu verlangsamen; ein Recht auf Schwangerschaftsabbruch lehnt sie ab.